# Aleksandr Rasumnyj
Aleksandr Rasumnyj (russisk: Александр Ефимович Разумный) (født 1. maj 1891 i Kropyvnytskyj i det Russiske Kejserrige, død 16. november 1972 i Moskva i Sovjetunionen) var en sovjetisk filminstruktør og manuskriptforfatter.

## Filmografi
- Tovarisjj Abram (Товарищ Абрам, 1919)
- Timur og hans team (Тимур и его команда, 1940)[1]
- Miklucho-Maklaj (Миклухо-Маклай, 1947)